# 김용학 (1956년)
김용학(1956년 10월 20일~)은 대한민국의 정치인이다. 제16대 국회의원을 지냈다.

## 역대 선거 결과
|  | 36.55% |

|  | 41.60% |